# دانشگاه ملی هواوفضا – مؤسسه هوانوردی خارکیف
دانشگاه ملی هواوفضا – مؤسسه هوانوردی خارکیف (به روسی: Национальный аэрокосмический университет имени Н. Е. Жуковского) در سال ۱۹۳۰ تأسیس گردید و یکی از معروف‌ترین دانشگاه‌های اوکراین در شهر خارکیف است.

## رشته‌های تحصیلی دانشگاه خائی
- تکنولوژی ساخت و تولید هواپیما و هلیکوپتر
- سیستمهای روباتیک
- تکنولوژی طراحی ساخت موتورهای هواپیما
- تکنولوژی کنترل سیستمها
- ساخت راکت
- هوا و فضا
- موتورهای راکت و فضاپیماها
- نرم‌افزارهای سیستم‌های اتوماتیک
- رادیو الکترونیک
- مدیریت مالی
- اقتصاد
- زیست‌فناوری
- تکنولوژی ارتباطات
- سیستم‌های کامپیوتری و شبکه
- روانشناسی
- ریاضی کاربردی
- سیستم‌های کنترل و اتوماتیک

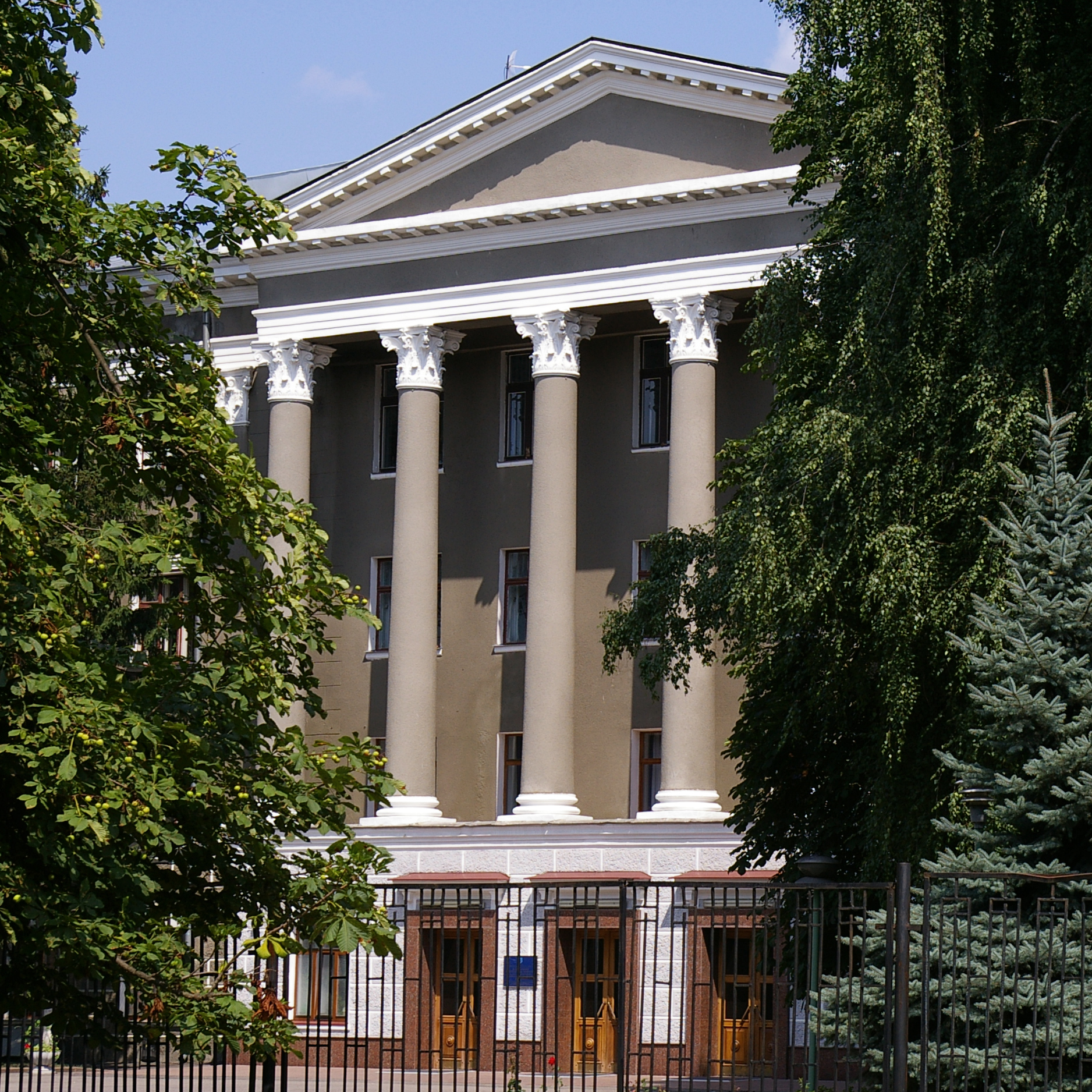
ساختمان اصلی دانشگاه خائی
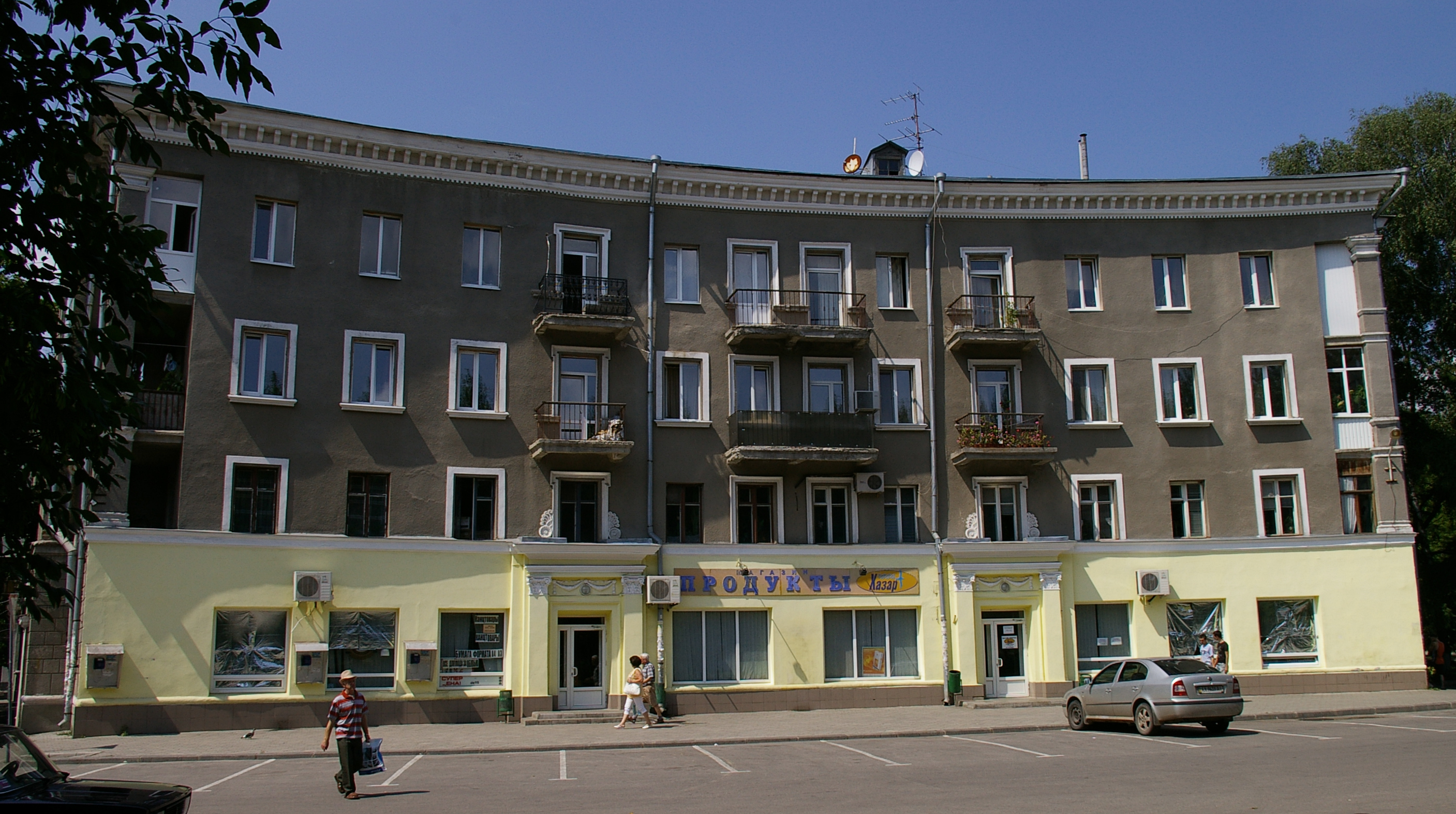
خوابگاه شماره یک دانشگاه خائی
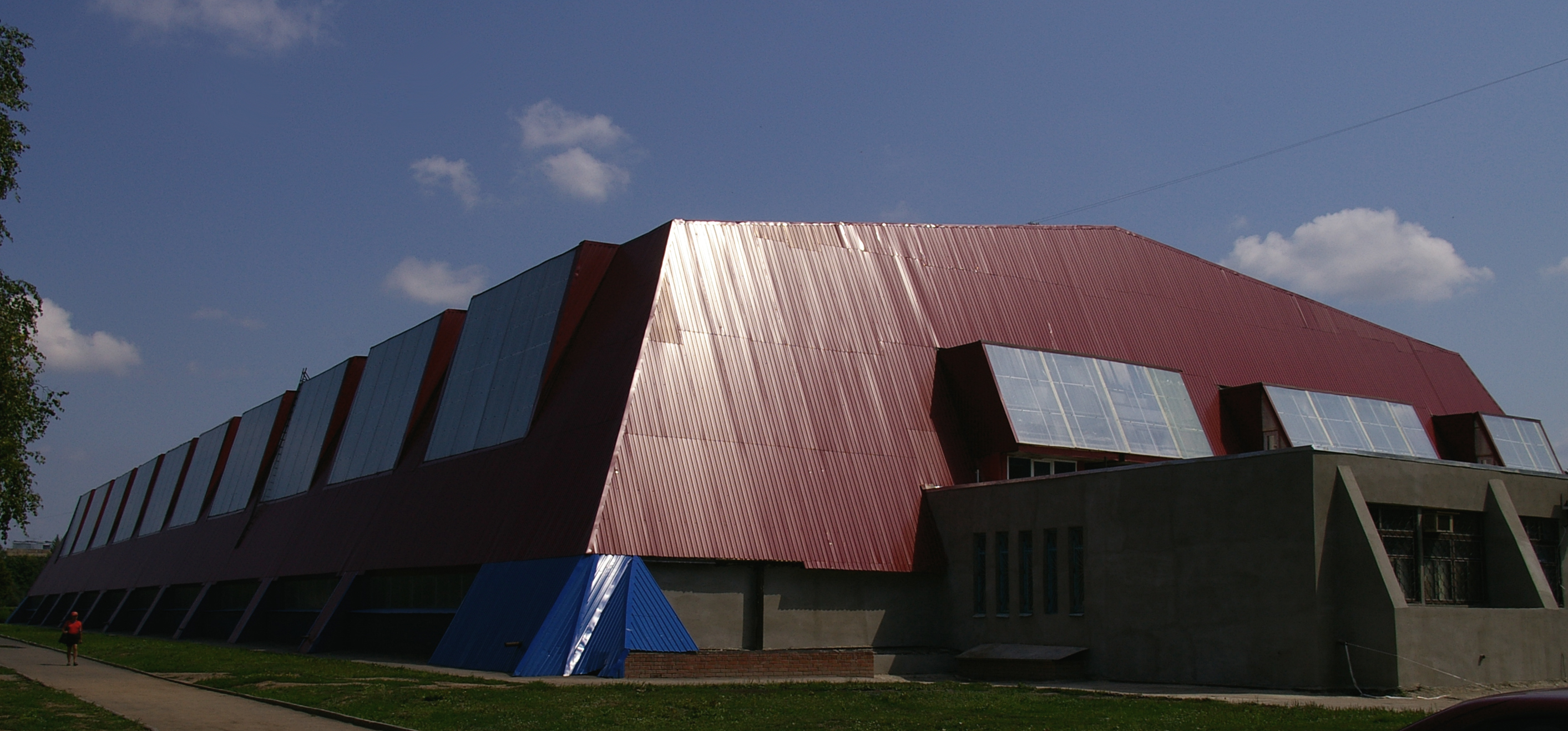
سالن ورزش دانشگاه
درب اصلی دانشکاه
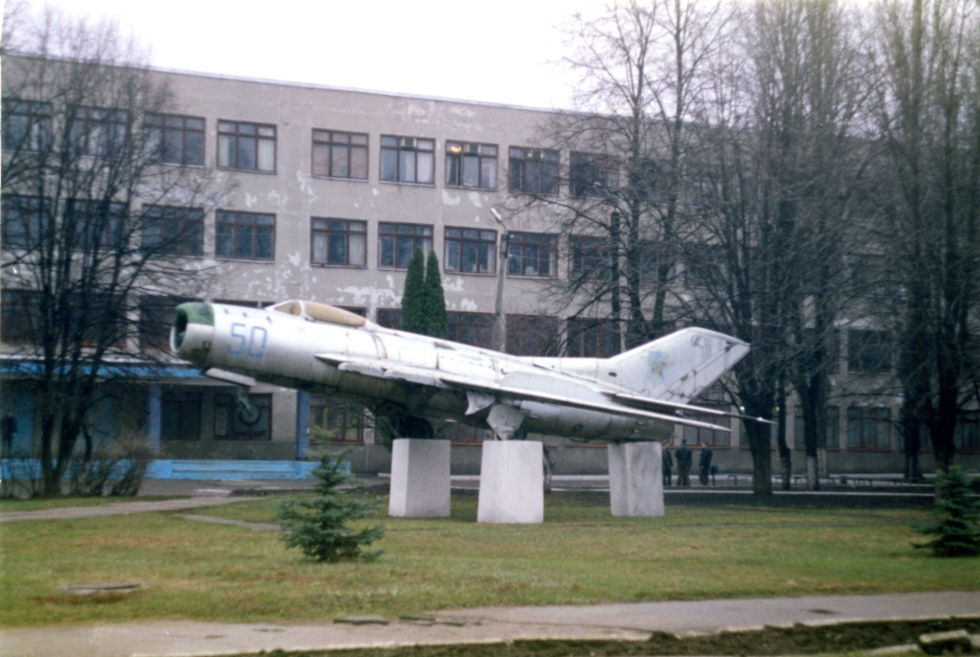
هواپیمای میگ-۱۹ در محوطه دانشگاه خائی